# Eduardo Tassano
Eduardo Adolfo Tassano (Corrientes, 17 de septiembre de 1959) es un médico, dirigente deportivo y político argentino, perteneciente a la Unión Cívica Radical. Fue diputado provincial desde 2013 hasta 2017 y concejal de Corrientes entre 2011 y 2013. Desde el 10 de diciembre de 2017 es el intendente de la ciudad de Corrientes, capital de la provincia homónima, tras ganar las elecciones como candidato de la alianza Encuentro por Corrientes (ECo) + Cambiemos, el 4 de junio de ese mismo año.

## Biografía
Eduardo Tassano es el primero de los tres hijos que tuvo el matrimonio de Domingo Adolfo Tassano y Gloria Elsie Encina. Nació y creció en la ciudad de Corrientes.
Al finalizar sus estudios secundarios en 1977, decidió estudiar medicina en la Universidad Nacional del Nordeste. Un año después se radicó en la Ciudad Autónoma de Buenos Aires.
En Buenos Aires conoció a Doris Bozzone, con quien contrajo matrimonio y tuvo a sus dos hijas, Alejandra y Luciana Tassano.

## Trayectoria profesional y dirigencial
Luego de su especialización en Buenos Aires, Tassano regresó a Corrientes y desarrolló la mayor parte de su carrera profesional, desde 1989, en el Instituto de Cardiología de Corrientes “Juana Francisca Cabral”. Allí se desempeñó como jefe de Ecocardiografía y luego como Director Asociado desde 1991 a 2001, momento en el que asumió como Director Ejecutivo de la misma institución, hasta el año 2009, cuando lanzó su primera candidatura como Intendente de Corrientes.
Su pasión por el deporte lo llevó a presidir el Club de Regatas Corrientes en tres oportunidades, llevando a "los remeros" a una época de gran obtención de logros,[cita requerida] como el ascenso a la Liga Nacional de Básquet y el campeonato de la misma, la Liga Sudamericana de Clubes y la Liga de las Américas. Paralelamente, fue presidente de la Federación Correntina de Vóley. Asumió la presidencia de Regatas por primera vez en 2003 para suplantar a Jorge Osvaldo Páparo hasta 2006. Ese mismo año resultó elegido presidente por votación de los socios, y reelecto hasta 2009, momento en el que siguió formando parte de la institución activamente, hasta ocupar el mismo cargo nuevamente en 2015, ante una masiva participación de socios que apoyaron la lista que encabezó, denominada "Acción Regatense". El 2 de diciembre de 2018, fue reelecto en el cargo por la Asamblea General Ordinaria del club, por lo que en la actualidad lleva adelante su cuarto mandato al frente de la institución.

## Carrera política
Afiliado a la Unión Cívica Radical, Tassano se presentó por primera vez a un cargo público en 2009 desde la alianza Frente de Todos, momento en el que anunció sus aspiraciones a intendente de la ciudad de Corrientes, frente al entonces intendente Carlos "Mono" Vignolo, que buscaba su reelección por Encuentro por Corrientes, y el regatista olímpico Carlos Mauricio "Camau" Espínola, quien se presentó por el Frente para la Victoria y ganó las elecciones ese año.
Con la asunción de Ricardo Colombi a la gobernación de Corrientes, Tassano fue designado como subsecretario de Gestión Sanitaria en el Ministerio de Salud Pública de la Provincia, un 29 de noviembre de 2009, cargo que desempeñó hasta 2011, año en que juró como concejal de la ciudad de Corrientes, por la alianza Encuentro por Corrientes. Dos años después, fue candidato a diputado provincial por la misma fuerza política y elegido por voto popular. Se desempeñó como legislador desde 2013 hasta 2017.
El 4 de febrero de 2017, fue anunciado como candidato a la intendencia de Corrientes por el entonces gobernador Ricardo Colombi, con Emilio Lanari de Encuentro Liberal como compañero de fórmula (Lanari era concejal desde 2015).
En las elecciones del 4 de junio de ese año se consagró como intendente de la ciudad de Corrientes, con el 50,29% de los votos. En 2021, la fórmula electoral Tassano-Lanari fue reelecta con el 70,77% de los votos contra el 29,22% del ex vicegobernador Gustavo Canteros.